# デネボラ
デネボラ（Denebola）あるいはしし座β星は、しし座の恒星で2等星。うしかい座のアークトゥルスとおとめ座のスピカとで、春の大三角を形成する。

## 概要
白色の主系列星。たて座δ型変光星であり、変光範囲はごくわずかなので、眼視観測では変光はわからない。

## 名称
学名はβ Leonis（略称はβ Leo）。固有名のデネボラ (Denebola)は、アラビア語で「獅子の尾」の意の ذنب الأسد（Dhanab al-Adad, ザナブ・アル＝アサド, 実際の発音：dhanabu-l-ʾasad(ザナブ・ル＝アサド)）に由来する。2016年6月30日に国際天文学連合の恒星の命名に関するワーキンググループ (Working Group on Star Names, WGSN) は、Denebola をしし座β星の固有名として正式に承認した。